# Beavis and Butt-Head (datorspel)
Beavis and Butt-head är ett TV-spel till Sega Mega Drive, SNES, Sega Game Gear och Game Boy. SNES-versionen utvecklades av Realtime Associates, medan Game Gear-versionen utvecklades av NuFX. Sega Mega Drive-versionen utvecklades av Radical Entertainment, och alla versioner utgavs av Viacom New Media och släpptes 1994. Game Boy-versionen utvecklades av Torus Games, och utgavs av GT Interactive 1998.

## Handling
Spelet är baserat på den animerade TV-serien med samma namn, och följer huvudfigurerna Beavis och Butt-head som försöker hitta sina GWAR-konsertbiljetter.